# Aeroporto di Kotlas
L'aeroporto di Kotlas (IATA: KSZ, ICAO: ULKK) (in russo: Аэропорт Котлас) è un aeroporto civile situato a 4 km dalla città di Kotlas nell'Oblast' di Arcangelo, in Russia.

## Strategia
L'aeroporto di Kotlas serve la città omonima ed è la base della compagnia aerea russa Transavia-Garantia (in russo: ТРАНСАВИА-ГАРАНТИЯ авиакомпания) (ICAO: KTS) e della compagnia russa statale la Kotlasaeronavigatsija (in russo: Котласазронавигация)

## Dati tecnici
L'aeroporto di Kotlas è dotato attualmente di una pista attiva cementata di 1.450 x 35 m che permette il decollo/atterraggio degli aerei Antonov An-24, Antonov An-26, Antonov An-30, Yakovlev Yak-40 e degli elicotteri Mil Mi-8.
L'aeroporto di Kotlas è aperto nel periodo estivo dalle 3:00 alle 16:00 e nel periodo invernale dalle 04:00 alle 17:00 (ora UTC).
Il peso massimo permesso al decollo dall'aeroporto è di 21 tonnellate.